# "Estou cansada de sombras", disse a Senhora de Shalott
"Estou cansada de sombras", disse a Senhora de Shalott, (em inglês:  I Am Half-Sick of Shadows, Said the Lady of Shalott) é uma pintura de John William Waterhouse concluída em 1915. É a terceira pintura de Waterhouse que retrata uma cena do poema de Tennyson, " The Lady of Shalott ". O título da pintura é uma citação das duas últimas linhas no quarto e último verso da segunda parte do poema de Tennyson:
| But in her web she still delights To weave the mirror’s magic sights, For often thro’ the silent nights A funeral, with plumes and lights And music, came from Camelot: Or when the moon was overhead Came two young lovers lately wed; 'I am half sick of shadows,' said The Lady of Shalott. | Mas em sua teia ela ainda se deleita Para tecer as vistas mágicas do espelho, Pois muitas vezes nas noites silenciosas Um funeral, com plumas e luzes E música, veio de Camelot: Ou quando a lua estava em cima Vieram dois jovens amantes recém casados; "Estou cansada de sombras", disse A senhora de Shalott. |
| —Alfred Tennyson | —Tradução livre |

Esta pintura retrata um ponto anterior no conto da Senhora de Shalott já descrito por Waterhouse em seus dois trabalhos anteriores de 1888 e 1894. A Senhora ainda está confinada em sua torre, tecendo uma tapeçaria, vendo o mundo lá fora apenas através de reflexos no espelho atrás dela. Na pintura, o espelho revela uma ponte sobre o rio que leva às muralhas e torres de Camelot; também visíveis nas proximidades estão um homem e uma mulher, talvez os "dois jovens amantes casados recentemente" que tinham sido anteriormente mencionados no poema de Tennyson. A cena é definida pouco antes de uma imagem de Lancelot aparecer no espelho, atraindo a Senhora para fora de sua torre até a morte.
A pintura mostra a Senhora de Shalott descansando de sua tecelagem.
A senhora usa um vestido vermelho, em uma sala com colunas românicas. A moldura do tear e os azulejos geométricos do piso levam o espectador para a sala, onde as cores vermelha, amarela e azul refletem as cores mais vivas do lado de fora. Os vaivéns do leme lembram barcos, prenunciando a morte posterior da Senhora.
A pintura foi exibida na Royal Academy Summer Exhibition em 1916. Foi vendida na propriedade de JG Griffiths em Hampton em 1923 por 300 guinéus e passou pelas mãos do negociante de arte Arthur de Casseres. Era de propriedade do Sr. e da Sra. Frederick Cowan, e herdada pela sobrinha-neta, a esposa do engenheiro canadense Philip Berney Jackson, que a doou para a Galeria de Arte de Ontário em 1971.

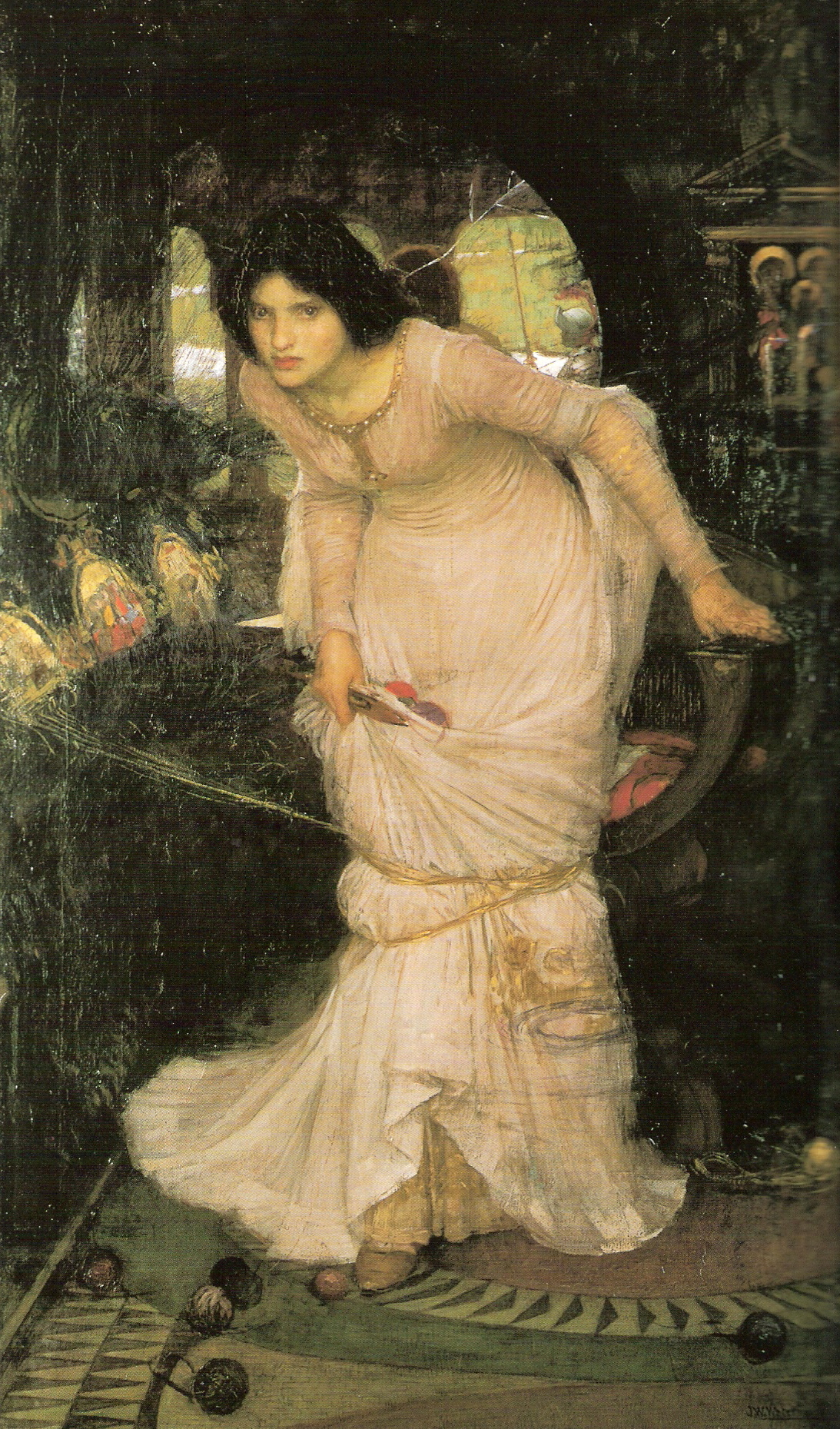
A Senhora de Shalott Olhando para Lancelot, 1894. Galeria de Arte da Cidade de Leeds
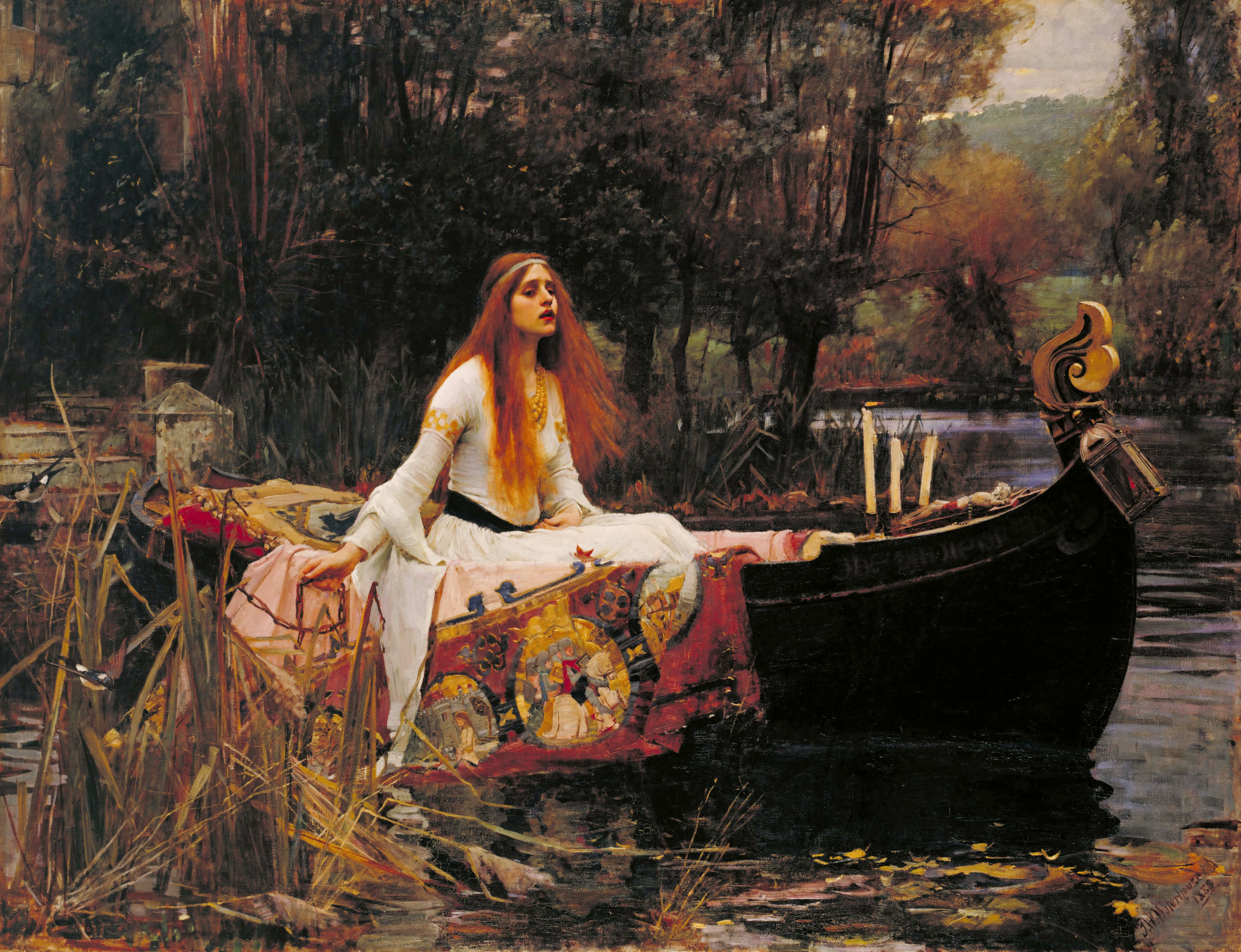
A Senhora de Shalott, 1888. Tate Britain, Londres